# Helmut Pelzer
Helmut Pelzer (* 12. März 1927 in Bischofteinitz; † 14. Juli 2017 in Ulm) war ein deutscher Pharmakologe und Sozialökonom.

## Leben
Helmut Pelzer studierte von 1947 bis 1953 an der Johannes Gutenberg-Universität Mainz Chemie und promovierte in Biochemie und Pharmakologie. Von 1954 bis 1958 war er am Institut für Physiologische Chemie der Heinrich-Heine-Universität Düsseldorf tätig, anschließend bis 1963 am Max-Planck-Institut für Biologie in Tübingen. Ab 1963 war er für die Dr. Karl Thomae GmbH tätig. Von 1972 bis 1975 lehrte Pelzer Pharmazie an der Albert-Ludwigs-Universität Freiburg. Nach seiner Habilitation im Bereich Biochemische Pharmakologie 1975 war er als Privatdozent an der Universität Ulm tätig.
Daneben beschäftigte Pelzer sich auch mit dem Bedingungslosen Grundeinkommen und war maßgeblich an der Entwicklung des Ulmer Modells beteiligt.

## Publikationen
- Helmut Pelzer: Das bedingungslose Grundeinkommen. Finanzierung und Realisierung nach dem mathematisch fundierten Transfergrenzen-Modell. De Gruyter Oldenbourg, 2010, ISBN 978-3-8282-0530-7.